# 科爾卡西爾卡山
15°17′10″S 70°47′33″W / 15.28611°S 70.79250°W
科爾卡西爾卡山（Qullqa Sirka），是秘魯的山峰，位於該國東南部普諾大區，由蘭帕省的奧庫維里區負責管轄，屬於安地斯山脈的一部分，海拔高度5,000米。